# Matchiche
Pour les articles homonymes, voir Maxixe.

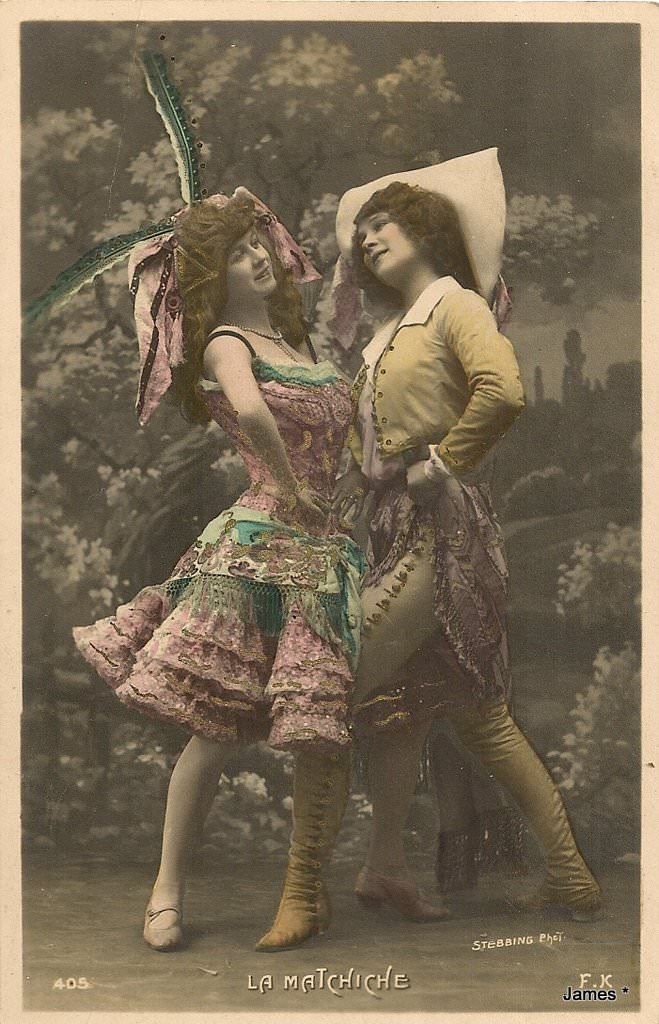
La Matchiche.

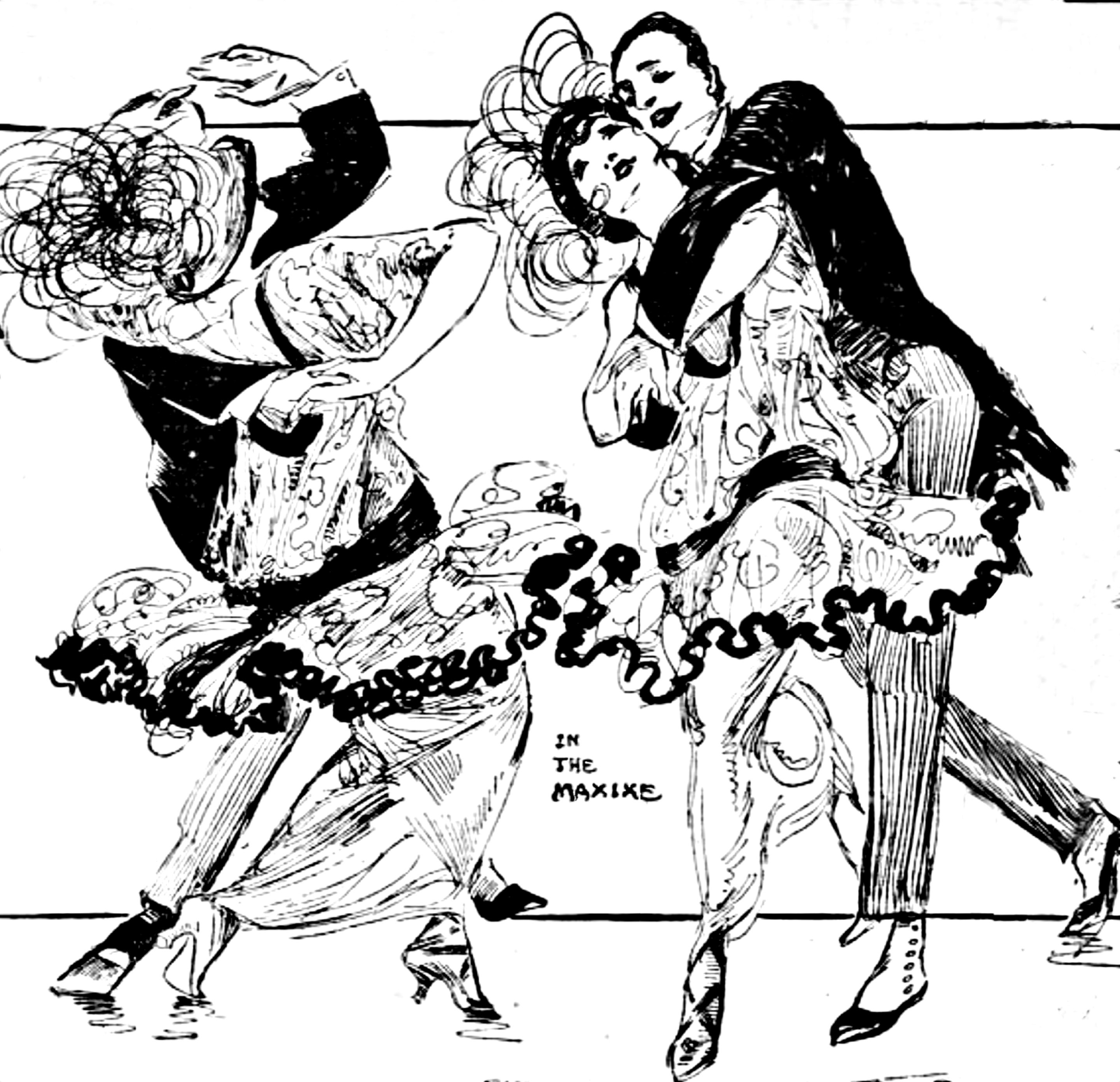
Dessin de Marguerite Martyn illustrant Vernon et Irene Castle en train de danser la matchiche en 1914.

La matchiche, mattchiche ou maxixe, parfois appelé tango brésilien, est un genre musical et une danse ayant émergés à Rio de Janeiro, au Brésil, en 1868, à peu près au moment où le tango se développait en Argentine et en Uruguay.

## Histoire
Dérivée de la batuque, c'est une danse afro-brésilienne développée par les esclaves noirs de l'ethnie Chopi originaire du Mozambique, où il y a une ville nommée Maxixe qui, sensiblement, donna son nom à la danse. Comme le tango, la matchiche s'est exportée en Europe et aux États-Unis au début du XXe siècle.
La musique accompagnant la matchiche a été influencée par diverses formes de danses, comme le tango, le lundu, la polka et la habanera. La matchiche, quant à elle, est l'une des danses qui ont influencé la samba et la lambada. Le mot devient très célèbre en France grâce à la chanson La Matchiche chantée par Félix Mayol dès 1905.

## Dans la culture populaire
Raymond Queneau évoque la matchiche dans une reprise de la fable de La Fontaine, La fourmi et la cigale : 

« [...] eh dit-elle point n'est la saison

des sports alpinistes

(vous ne vous êtes pas fait mal j'espère ?)

et maintenant dansons dansons

une bourrée ou la matchiche. »

Elle est mentionnée aussi dans le roman russe Le Veau d'or (1931) par Ilf et Petrov. Dans Mort à crédit,  Louis-Ferdinand Céline fait aussi référence à cette chanson.
La Houppa chante et danse « La Mattiche » dans le film Le Mensonge de Nina Petrovna sorti en 1937,.
Dans les années 2010, une boite à musique en forme de cochon ayant appartenu à la journaliste de mode, Edith Rosenbaum, survivante du naufrage du Titanic, est restaurée numériquement. Les chercheurs ne connaissant pas la musique produite par la boite, l'ont soumise aux internautes par le biais d'un clip vidéo. Nombreux sont ceux qui ont reconnu la matchiche dans sa version européenne.